# Place des femmes dans l'esport

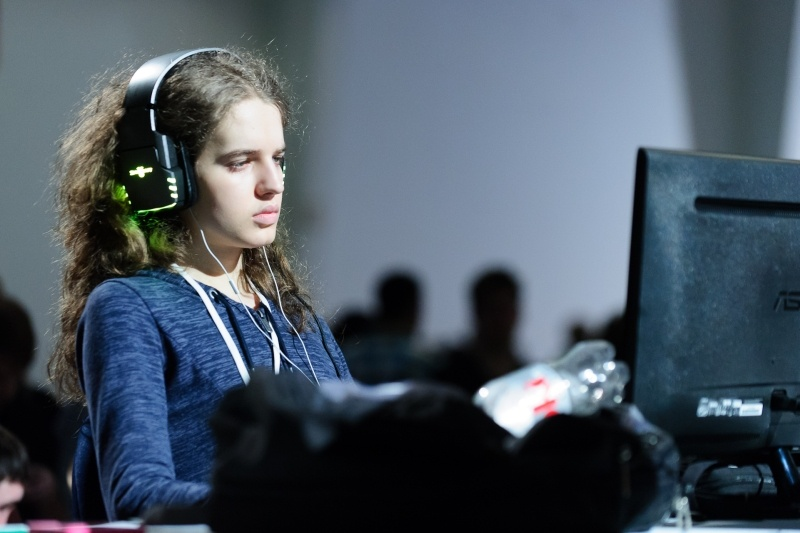
Sasha Scarlett Hostyn à la North American Star League saison 3 (2012)

La place des femmes dans l'esport est un aspect de la diversité dans les jeux vidéo, plus particulièrement dans l'esport. Les femmes sont peu représentées dans le monde compétitif du jeu vidéo, malgré une forte volonté de participation. En effet, les femmes représentent 47% des personnes jouant aux jeux vidéo, mais seuls 6% de femmes sont représentées dans l'esport en France en 2020, ce qui est également le cas ailleurs.

## Définition de l'esport
L'esport (parfois orthographié e-sport ou eSport) est la pratique compétitive du jeu vidéo, via Internet ou en LAN. Les participants jouent seuls ou en équipe en utilisant un ordinateur ou une console de jeu.
L'esport apparaît à la fin des années 1980 et connaît un véritable essor dès les années 2000, avec des tournois qui se dotent de prix de plus en plus attrayants. À présent, de nombreuses entreprises sponsorisent des événements et ont même leurs propres équipes esportives. Parti des compétitions se déroulant dans le salon d'un particulier, l'esport remplit à présent des stades comme le Barclays Center de New York. En 2019, le marché de l'esport équivalait à 50 millions d'euros en France, voire 71 millions au Royaume-Uni. En 2022, le marché de l'esport valait 1,3 milliard de dollars.
Les jeux vidéo principalement représentés dans l'esport sont ceux avec un haut potentiel de compétitivité, tels que StarCraft 2, Hearthstone, Counter-Strike, League of Legends, Super Smash Bros. Ultimate, Overwatch, Age of Empires II, ou encore Call of Duty.

## Statistiques

### Par jeu
Bien qu'environ la moitié des personnes jouant aux jeux vidéo soient des femmes, celles-ci sont en sous-représentation dans le monde professionnel : Counter-Strike: Global Offensive comporte 24 % de joueuses professionnelles, Dota 2 en comporte 20 %, Hearthstone en comporte 26 %, Rainbow Six: Siege en comporte 23%, et Overwatch en comporte 26 %.

## Facteurs dissuasifs

### Sexisme et harcèlement
Les facteurs qui dissuadent les femmes à entrer dans l'esport sont majoritairement le sexisme, le harcèlement, et la toxicité de la communauté,. Ces facteurs découragent de nombreuses femmes à intégrer la scène compétitive. Celles qui décident de devenir professionnelles font face à des comportements haineux de la part de la communauté majoritairement masculine de l'esport et du jeu vidéo en général. Dans d'autres cas, certaines femmes du circuit professionnel reçoivent une attention excessive et infantilisante.

### Accès et éducation au jeu vidéo
Le jeu vidéo est souvent perçu comme une activité principalement masculine, en partie en raison de stéréotypes associant les hommes à des aptitudes naturelles pour cette pratique, bien qu'il n'existe pas de différence de compétences cognitives ou motrices entre les genres. Ce stéréotype peut créer un « effet golem », un phénomène par lequel les femmes peuvent être dissuadées de s’engager pleinement, craignant de ne pas être « faites » pour le jeu vidéo.
Les différences d’expérience entre les genres commencent souvent dès l’enfance. Par exemple, les garçons reçoivent fréquemment des consoles personnelles, tandis que les filles utilisent davantage une console commune au foyer. Les jeux proposés aux filles sont également souvent moins variés, ce qui peut provoquer un désintérêt précoce. Ce contexte social a un impact direct sur la représentation féminine dans le jeu vidéo et l'esport. Cependant, des initiatives positives se développent pour encourager la mixité dans ces domaines, telles que la création de compétitions mixtes ou de campagnes de sensibilisation visant à contrer les stéréotypes et à promouvoir un environnement plus inclusif.

### Hostilité
L'hostilité d'un environnement de travail n'est pas exclusive à l'esport. Elle est présente en de nombreux endroits, notamment là où des relations hiérarchiques ont lieu. L'accumulation de comportements hostiles a participé à la création d'une culture toxique interne à l'esport. Pour éviter cette hostilité, certaines joueuses utilisent différentes méthodes, comme cacher leur genre ou participer aux discours misogynes et pratiquer le trash talk.

### Clichés de genre et illégitimité
En raison de leur genre et d'un gatekeeping (le fait de s'autoproclamer expert d'un domaine et d'en défendre l'accès à certaines personnes via des critères subjectifs) virulent, beaucoup de femmes sont écartées de l'esport. Une fois dans le circuit, certaines joueuses professionnelles ont également du mal à asseoir leur autorité, même si celle-ci est légitime. Les femmes doivent constamment rappeler à la communauté qu'elles ont le niveau requis pour être professionnelles. C'est par exemple le cas de Geguri, joueuse professionnelle d'Overwatch, ou de  Meili « Andryale » Chen, coach sur League of Legends, qui a dû faire face à un ego démesuré de la part de certains joueurs.
« Dans ce milieu, il y a beaucoup d’ego, de personnes immatures. J’ai été confrontée à ça, au fait qu’ils avaient du mal à intégrer une femme dans un poste à responsabilité pour gérer une équipe qui a un objectif à enjeu. »
Pendant longtemps, le monde du jeu vidéo était perçu comme exclusivement masculin,. Au même titre que les sports dits traditionnels, l'esport a toujours été considéré comme un environnement dirigé par et pour des hommes. De nombreux comportements attribués à la masculinité, comme l'esprit de compétition, la force, l'endurance, l'agressivité, ou l'hétérosexualité, sont associés à la pratique d'un sport, comportements retrouvés dans les codes de l'esport. Cela se traduit également dans les genres des jeux vidéo compétitifs : la plupart ont pour thème la guerre, le sport, ou le combat, des thèmes associés à la masculinité. La domination masculine dans l'esport résulte, pour certains chercheurs, de la conjonction de deux types de masculinité: la masculinité athlétique, et la masculinité geek. Cependant, il est compliqué de déterminer avec précision un schéma générique pour l'esport.
Un autre facteur provient du secteur du développement. L'industrie du jeu vidéo est majoritairement composée d'hommes, qui créent des jeux pour d'autres hommes. Ainsi, la communauté masculine constitue la cible principale de l'industrie du jeu vidéo tandis que les femmes sont délaissées. Certains jeux vidéo, appelés des girls games, voient le jour, mais leur direction et esthétique relèvent davantage du cliché, et abordent des thèmes considérés comme féminins.
La faible quantité d'esportives ne laisse qu'un faible choix de modèles pour les potentielles professionnelles. Peu de joueuses peuvent trouver une joueuse professionnelle qui les inspire.

### Plafond de verre et écart salarial
La carrière des femmes dans le monde de l'esport connaît les mêmes obstacles que de nombreuses autres professions. La métaphore du plafond de verre implique une barrière invisible empêchant les femmes de monter dans la hiérarchie et d'accéder à des postes à responsabilité élevée. Selon cette métaphore, l'avancée dans la carrière est visible, mais inatteignable.
De plus, les récompenses financières en cas de victoire varient drastiquement entre joueurs professionnels et joueuses professionnelles. 

## Solutions et progrès

### Figures féminines
Si le monde de l'esport ne présente pour l'instant pas autant de role models féminins que masculins, la tendance change, et des figures féminines inspirantes émergent depuis quelque temps. Parmi celles-ci figurent Lyloun, coach de Wolves Esport, Kayane, championne de SoulCalibur, Dead or Alive, et Street Fighter, et chroniqueuse depuis 2016 chez Game One, Jessgoat, ancienne coach, joueuse professionnelle de Valorant et Rainbow Six: Siege, et analyste esport, Eejje « Sjokz » Depoortere, journaliste diplômée de l'Université de Gand, ancienne joueuse professionnelle, et casteuse chez Riot Games. Nastasia Civitillo ancienne joueuse professionnelle d’overwatch, actuellement conseillère psy en e-sport.

### Milieu du jeu vidéo
Plusieurs mouvements, ainsi que de nombreuses professionnelles, soutiennent un monde du jeu vidéo plus inclusif. Riot Games a créé une ligue 100% féminine. C'est également le cas d'Astralis, à l'origine de la création d'une ligue féminine sur CS:GO.

### Changement de pensée
Certaines associations et acteurs et actrices du monde de l'esport préconisent une mixité totale. Selon Edern Plantier, directeur de l'équipe CraZY Esport, les compétitions de jeu vidéo n'impliquent aucunement les différences physiques que l'on retrouve dans d'autres sports. Ainsi, tout le monde, peu importe son genre, a les mêmes chances avec une manette en main.
Margaux Cristalli, fondatrice et CEO d'Enoxia Esport, recommande aux joueuses de trouver des personnes de confiance pour les accompagner dans leur professionnalisation.

## Formation et carrière
L'industrie du jeu vidéo se professionnalise de plus en plus. Cela ne touche pas uniquement l'esport, mais tous les métiers reliés au jeu vidéo. Si certaines écoles entraînent les professionnels et professionnelles du futur, elles s'occupent également de former des coaches.
En France, Gaming Campus regroupe 3 enseignements, chacun avec sa spécialisation. Avec 17 formations qui débouchent sur plus de 80 métiers, Gaming Campus offre des horizons professionnels variés dans le monde du jeu vidéo et de l'esport.
De nombreuses associations proposent également un accompagnement et un cadre sécurisé aux futures joueuses professionnelles.

## Associations professionnelles et équipes
Cette liste présente quelques associations actives pour la promotion des femmes dans l'esport.

### Afrogameuses
Née du constat de l'invisibilité des femmes noires dans l'esport, l'association Afrogameuses devient une association à but non lucratif en 2020. Son objectif principal consiste à encourager la représentation de minorités ethniques sur divers aspects els que le streaming, les formations, et le monde professionnel du jeu vidéo. Pour ce faire, l'association travaille notamment sur la création de ''role models'' et sur des campagnes de sensibilisation et d'éducation.

### Game'Her
Game'Her est une structure dédiée à l'esport. Fondée en 2017, l'association cherche à apporter de la mixité dans le jeu vidéo compétitif, en s'efforçant de monter des équipes mixtes, notamment sur League of Legends. Afin que cette évolution se fasse en douceur, l'association offre également une aide psychologique aux joueurs et joueuses qui en auraient besoin.

### Women in Games
Tout comme Game'Her, Women in Games est fondée en 2017 et promeut la mixité sociale dans l'esport. Cette structure a récemment créé un incubateur de joueuses, permettant à 5 joueuses d'être sélectionnées et coachées à distance.

### Nemari et la Ligue féminine
La joueuse et streameuse Nemari crée la Ligue féminine en 2017. Cette ligue organise des tournois de League of Legends 100% féminins et promeut la diversité.

### Enoxia Esport
L'association est fondée en 2018 par Margaux Cristalli. Son objectif consiste à épauler et encadrer les joueurs et joueuses en vue de leur professionnalisation. L'équipe se compose entre autres de managers et de coachs, et l'association tient à jour un serveur Discord afin de rester en contact avec ses membres. L'association et ses joueurs et joueuses sont notamment présentes sur Fortnite et Rocket League.